# Banklámpa

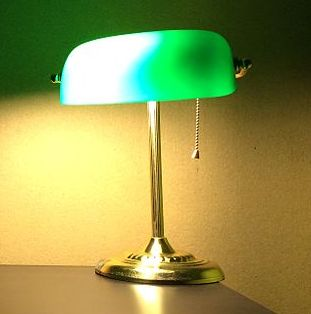
Egy tipikus banklámpa.

A banklámpa (vagy bankárlámpa) az elektromos asztali lámpák egyik jellegzetes típusa. Jellegzetessége a sárgaréz talpazat, a zöld üveg lámpabura és a tolókapcsoló. A modern változatok más kapcsolótípiussal is kaphatóak. Létezik borostyánsárga búrával ellátott változat is.

## Története
A bankárlámpa első szabadalmi kérelmét 1901. május 11-én Harrison D. McFaddin nyújtotta be az Amerikai Egyesült Államokban. A gyártás azután kezdődött meg 1909-ben, hogy a találmány szabadalmat kapott. McFaddin a lámpáknak Emeralite nevet adta (a márkanév jelentése angolul kb. smaragd fény). A lámpákat a névnek megfelelően smaragdzöld burával látták el. A gyártást a. J. Schreiber & Neffen cég végezte a morvaországi Rapotínban. Később versenytársak is színre léptek, akik "Greenalites" vagy "Ambrolites" márkanév alatt árulták termékeiket.

## Lásd még
- Tiffany-lámpa